# أحمد جين
أحمد جين( بالتركية Ahmet Cin ) ( من مواليد 1966 ، سكاريا ، تركيا ) سياسي تركي ورئيس بلدية بنديك في تركيا  

## الحياة الشخصية
ولد عام 1966 في ساكاريا وأكمل دراسته الابتدائية في سكاريا والمدرسة الثانوية في بنديك وتخرج من كلية الاقتصاد بجامعة الأناضول وأدى خدمته العسكرية في أماسيا
وبدأ حياته المهنية كمستشار مالي بعد الجامعة و شغل منصب عضو المجلس التنفيذي لمنطقة بنديك في حزب الرفاه ونائب رئيس حزب الفضيلة بمنطقة بنديك.
وانتخب كعضو في بلدية بنديك وعضو مجلس بلدية إسطنبول من حزب الفضيلة في الانتخابات المحلية 1999و في نفس السنوات ،وعمل كنائب لرئيس بلدية بنديك . في عام 2012 ، تم انتخابه عضوا في مجلس إدارة حزب العدالة والتنمية في إسطنبول.
هو متزوج ولديه ثلاث بنات.